# Anny Ondra
Anny Ondra, cu numele real Anna Sophie Ondráková, (n. 15 mai 1902, Tarnów, Galiția, Austro-Ungaria - d. 28 februarie, 1987, Germania) a fost o actriță germană de orgine cehă.

## Date biografice
Anny a fost fiica unui ofițer, iar copilăria și-a petrecut-o în Praga. La vârsta de 16 ani joacă rolul unei fete răsfățate. Din anul 1919 primește frecvent diferite roluri în filmele regizate de Karel Lamac cu care se va căsători. În anul 1933 se recăsătorește cu  boxerului german  Max Schmeling. În urma unui accident rutier Anny Ondra avortează, după care nu mai are copii.

## Filmografie
- 1920: (Gilly poprvé v Praze)
- 1922: Zigeunerliebe
- 1922: Führe uns nicht in Versuchung
- 1925: Ich liebe Dich
- 1926: Trude, die Sechzehnjährige
- 1926: Die Pratermizzi
- 1928: Evas Töchter – Das Paradies von heute
- 1928: Der erste Kuß
- 1928: Saxophon-Susi
- 1929: (The Manxman)
- 1929: Blackmail
- 1929: Sündig und süß
- 1929: Die Kaviarprinzessin
- 1930: Die vom Rummelplatz
- 1930: Eine Freundin, so goldig wie Du
- 1932: Kiki
- 1933: Fräulein Hoffmanns Erzählungen
- 1933: Das verliebte Hotel
- 1934: Klein Dorrit
- 1935: Knock-out
- 1935: Großreinemachen
- 1935: Der junge Graf
- 1936: Donogoo Tonka
- 1936: Flitterwochen
- 1937: Vor Liebe wird gewarnt
- 1937: Der Unwiderstehliche
- 1938: Narren im Schnee
- 1941: Der Gasmann
- 1942: Himmel, wir erben ein Schloß
- 1951: Schön muß man sein
- 1957: Die Zürcher Verlobung